# Fighters of the Plains
Fighters of the Plains è un cortometraggio muto del 1913 diretto da Milton Fahrney.

## Produzione
Il film fu prodotto dalla 101-Bison (Bison Motion Pictures).

## Distribuzione
Distribuito dall'Universal Film Manufacturing Company, il film - un cortometraggio di due bobine - uscì nelle sale cinematografiche USA l'11 ottobre 1913.